# Río Mendihuaca
El río Mendihuaca es un río en el departamento del Magdalena, Colombia que nace en la Sierra Nevada de Santa Marta y desemboca en el mar Caribe al este del Parque nacional natural Tayrona. Su cuenca está amenazada por la deforestación en el entorno de su fuente.